# Totora (Cochabamba)
Totora (Quechua: T'utura) is een plaats in het departement Cochabamba, Bolivia. Het is de hoofdplaats van de gelijknamige gemeente, gelegen in de Carrasco provincie. 
In de gemeente Totora spreekt 97,8 procent van de bevolking Quechua.

## Bevolking
| Jaar | Populatie |
| ---- | --------- |
| 1992 | 1.347     |
| 2001 | 1.597     |
| 2012 | 1.925     |